# 仙堂花歩
仙堂 花歩（せんどう かほ、1980年2月1日 - ）は、日本のタレント、女優。本名は中島 麻衣（なかじま まい）、旧姓は細原。元宝塚歌劇団星組娘役。兵庫県芦屋市出身。吉本興業大阪所属。

## 人物
- 出身校は百合学院高等学校。
- 宝塚音楽学校 首席卒業。優秀者に贈られる小林一三賞・花柳緑寿賞受賞。
- 宝塚歌劇団時代の愛称は「まいまい」
- 趣味：ネイルアート
- 特技：歌・ダンス・日本舞踊
- 日本舞踊：花柳流 名取・花柳廸瞳。
- 心の師匠はMr.オクレ。
- 実母も「才玉蓮（さい・ぎょくれん）」の芸名で、1970年から1974年まで（宝塚歌劇団花組）の在籍歴をもつ。
- 同期（84期）に、桐生園加、未涼亜希、音月桂、北翔海莉、遠野あすか、白羽ゆり、千琴ひめか（現・はいだしょうこ）がいる。
- ダンススタジオ「ACTRESS K」の主宰、堺少女歌劇団のクリエイティブプロデューサー[1]。

## 略歴
- 1989年、小学4年生の時に東宝ミュージカル「レ・ミゼラブル」に「リトルコゼット」役で出演。
- 1998年3月、宝塚音楽学校を首席（39人中）[2]で卒業。同月、84期生として、宝塚歌劇団に入団。宙組公演『エクスカリバー／シトラスの風』で初舞台。
- 1999年1月15日[2]、花組に配属。同年9月7日、新人公演『タンゴ・アルゼンチーノ』「ルネ（マドレーヌの娘）」役。
- 2001年1月20日 - 1月21日、花組特別公演『第1回ミュージックサロン・エンカレッジコンサート』。
- 2001年9月、星組に組替え。
- 2002年4月、『プラハの春／LUCKY STAR!』（香寿たつき&渚あきのお披露目公演）「ゼリンカ（ヤンの仲間）」役。ショー『LUCKYSTAR!』では歌唱力を買われて「エトワール」（最後のパレードの先頭でテーマ曲を歌う役）に抜擢された。
- 2002年11月、『ガラスの風景』「クララ」役。
- 2002年12月10日、新人公演『ガラスの風景』ヒロイン「ローラ」役。
- 2003年1月18日 - 1月24日、星組宝塚バウホール公演 『恋天狗』ヒロイン「お八重」役。
- 2004年3月、『1914／愛』「オルガ・シュタインホフ」役。オペラ歌手志望だが、変な声の娘を演じ、歌で、笑いをとる役を演じた事で、「自分にない要素に挑戦したい」と思うようになる。
- 2005年8月14日[2]、星組公演『長崎しぐれ坂／ソウル・オブ・シバ!!』「禿（かむろ）」／「フェアリー」役。東京宝塚劇場公演千秋楽をもって退団。
- 2005年8月29日 - 8月31日、新人オーディション「第1個目 よしもと新喜劇 金の卵オーディション」最終合宿に参加。
- 2005年9月11日、吉本新喜劇「第1個目 よしもと新喜劇 金の卵オーディション」合格発表。同年11月30日、「baseよしもと」での「吉本新喜劇金の卵ライブvol.1」で新喜劇デビュー。
- 2007年5月、ダンススタジオ「ACTRESS K」の主宰となる。スタッフの一員としても活動。
- 2008年4月12日の、「うめだ花月」の舞台出演を最後に芸能活動は休止。ただし「ACTRESS K」では、出産直前あたりまでレッスン生の指導をしていた。
- 2008年8月21日午後12時3分、2778グラムの第一子（長女）をサンタクルス ザ・タカラヅカで出産した。このマタニティクリニックに通院している模様が2008年8月29日、よみうりテレビ「なるトモ！」金曜日のコーナー「千鳥の最先端じゃろ!?」で放送された。
- 2008年9月20日より、「ACTRESS K」でのレッスン生の指導から復帰した。
- 2014年9月、「堺少女歌劇団」の創設[3]に伴い、クリエイティブプロデューサーに就任[1]。

## 出演

### 舞台

#### 宝塚時代
- 1998年3月、宙組公演『エクスカリバー ―美しき騎士たち―／シトラスの風』。
- 1999年9月7日、新人公演『タンゴ・アルゼンチーノ』「ルネ（マドレーヌの娘）」役。
- 2000年4月27日、新人公演『源氏物語 あさきゆめみし』「ちい姫（源氏と明石の娘）」役。
- 2000年11月27日、新人公演『ルードヴィヒII世』「ゾフィー（エリザベートの妹。ルートヴィヒの婚約者）」役。
- 2001年1月20日 - 1月21日、花組特別公演『第1回ミュージックサロン・エンカレッジコンサート』。
- 2001年4月28日 - 5月7日、宝塚バウホール公演『マノン ―「マノン・レスコー」より―』「マリア（ロドリゴとマノンの侍女）」役。
- 2001年7月24日、新人公演『ミケランジェロ -神になろうとした男-』「アンジェロ2」役。
- 2002年2月2日 - 2月21日、中日劇場公演『花の業平 -忍ぶの乱れ-』「女官2」、「歌い手」役。
- 2002年4月、『プラハの春／LUCKY STAR!』「ゼリンカ（ヤンの仲間）／「エトワール」（最後のパレードの先頭で歌う）」役。
- 2002年5月7日、新人公演『プラハの春』「シルビア（ハインツの一人娘）」役。
- 2002年9月13日 - 10月2日、日中国交正常化30周年 宝塚歌劇 第2回中国ツアー公演。『舞踊劇 蝶・恋－燃え尽きるとも－』。
  - 日程・9月13日 - 15日：上海（上海大劇院）、9月20日 - 22日：北京（世紀劇院）、9月28日 - 10月2日：広州（麗江明珠歌劇院）。
- 2002年11月、『ガラスの風景』「クララ」役。
- 2002年12月10日、『ガラスの風景』ローラ＊新人公演初ヒロイン
- 2003年1月18日 - 1月24日、宝塚バウホール公演 『恋天狗』お八重＊バウ初ヒロイン
- 2003年4月25日 - 5月18日、全国ツアー公演 『舞踊劇 蝶・恋－燃え尽きるとも－／サザンクロス・レビューIII』「パレードの女（歌手）」役。
- 2003年6月5日・6日、合同公演『ディア・グランド・シアター―宝塚大劇場10年の軌跡―』「淑女」役。
- 2003年12月19日 - 12月30日、シアタードラマシティ公演『永遠の祈り－革命に消えたルイ17世－』「ジャンヌ」役。
- 2004年7月13日、『全組選抜TCAスペシャルディアグランドシアター』 タカラヅカ90 ―100年への道―。
- 2004年3月、『1914/愛』「オルガ・シュタインホフ」役。
- 2004年3月9日、新人公演『1914／愛』「マリー・ローランサン（画家）」役。
- 2004年7月、『王家に捧ぐ歌―オペラ「アイーダ」より―』「（元アイーダの侍女）囚人アナーイル」役。
- 2004年7月29日、新人公演『王家に捧ぐ歌―オペラ「アイーダ」より―』「女官アウウィル」役。
- 2004年8月1日 - 8月23日、博多座公演、『花舞う長安―玄宗と楊貴妃―』「秦国夫人（玉環の姉）」役。
- 2004年10月、『花舞う長安―玄宗と楊貴妃―』「秦国夫人（玉環の姉）」役。
- 2004年10月12日 宝塚歌劇90周年記念大運動会  「在団生全員」。
- 2005年2月27日 - 3月14日、宝塚バウホール公演『それでも船は行く』「ジュリア・ガーネット（ピアノ教師）」役。
- 2005年5月、『長崎しぐれ坂／ソウル・オブ・シバ!!』「禿（かむろ）」／「フェアリー」、「シバの子 女」役。
- 2005年6月6日、合同特別公演『ゴールデン・ステップス』第1部 ラテンの女／レッド・キラー女、第2部 踊る淑女（星組）／カゲソロ 役。

#### 宝塚退団後
- 中之島演劇祭2006! 『地上最低のショウ』（2006年11月1日）
- 朝宮真由Presents 『WILL〜明日への扉〜』（2008年1月14日、大阪OBP円形ホール）
- ミュージカル「ズボン船長〜Fifi & the Seven Seas〜」（2015年7月31日〜8月2日、梅田芸術劇場シアター・ドラマシティ）- 踊り子ミミ

### 映画
- YOSHIMOTO DIRECTOR'S 100 〜100人が映画撮りました〜
  - 池乃めだか 監督作品『浪花の弁護士 桜 春彦 事件簿』
  - オール巨人（オール阪神・巨人） 監督作品『弟子物語』

### ラジオ
- ビバ!タカラジェンヌ（ラジオ関西、2005年6月12日・2009年4月5日）
- ありがとう浜村淳です（MBSラジオ、2005年12月14日）朝からようこそのコーナーのゲスト
- ラジオよしもと むっちゃ元気!（ラジオ大阪、2008年1月14日）
- ヨシモトchatter*box！（YES-fm）毎週木曜21:00〜 - 2008年3月27日を最後に、番組卒業。約2年間の出演。
- スポーツにぴたっと。（ABCラジオ、2010年11月25日）『福本豊のたこ焼き劇場』のコーナーのゲスト

### テレビ
- TAKARAZUKA 〜CAFE BREAK〜（TOKYO MX、#52 2003年4月2日）
- 探せ! よしもと新喜劇 金の卵オーディション（MBSテレビ、2005年9月11日）
- ニューススクランブル（よみうりテレビ、2006年6月12日）密着コーナー「宝塚歌劇団からお笑いの世界へ」
- 奇妙な映画館 「カーニバル」（関西テレビ、2006年11月24日）
- ドラマスペシャル「イブの夜はドラマやん! 〜真実のKISS〜」（MBSテレビ、2006年12月24日）
- 新喜劇ボンバー!!（MBSテレビ）
- 笑激!!よしもとライブ（KBS京都）
- ジャイケルマクソン（MBSテレビ）
  - テーマ『レギュラー陣の理想の女性のタイプ』中川剛の理想の女性のモデル役（2007年5月16日）
  - テーマ『正月SP 吉本国勢調査2008』（2008年1月1日）
  - テーマ『G1グランプリ 吉本興業四大劇場対抗』（2008年1月23日、1月30日）
- 末成由美還暦記念 女だらけの!? 暴れん坊姫様（朝日放送、2007年5月27日）
- おもてなし音楽バラエティ むちゃ∞ブリ!（テレビ東京系列、2008年1月1日）
- 陣内の大チュー目2008〜コレ来る! ベスト50（MBSテレビ、2008年1月1日）
- よしもと新喜劇お正月だよ!! 全員集合SP!! 「新喜劇版・ねずみ小僧 '08」（MBSテレビ、2008年1月3日）
- あらびき団 （TBS系列）（「涙そうそう」の替え歌を披露）
  - 2007年10月10日・10月17日・12月5日
  - 2008年1月23日・2月6日・7月2日（妊娠中だった為、自宅での収録）・12月3日
- せやねん!（MBSテレビ）「21（ブラックジャック）にしたらええねん!」
  - 「吉本若手女性タレント50人」（2009年2月14日）
  - 「元タカラジェンヌ50人」（2010年1月30日）
- とんねるずのみなさんのおかげでした　博士と助手〜細かすぎて伝わらないモノマネ選手権〜（2009年10月1日、フジテレビ）
- よしもと新喜劇! お正月だよ全員集合（2010年1月2日、MBSテレビ）
- 真夜中市場〜ハイヒールの眠れない夜〜（2012年3月16日、関西テレビ）
- アグレッシブですけど、何か?（2014年6月4日、広島ホームテレビ） 第330話「絶景じゃないと受けられない授業 〜宝塚の裏側〜」で講師担当
- クイズプレゼンバラエティー Qさま!!（2014年11月17日、テレビ朝日）
- お願い!ランキング（2016年10月31日、テレビ朝日）
- 情報ライブ ミヤネ屋（2017年4月18日、よみうりテレビ） 宝塚音楽学校の入学式の話題でコメント

#### R-1ぐらんぷり
- 第4回R-1ぐらんぷり2006「1回戦敗退」「幼稚園の先生が園児に夢を聞く設定のコント」
- 第5回R-1ぐらんぷり2007「2回戦敗退」
- 第6回R-1ぐらんぷり2008「1回戦敗退」「涙そうそう替え歌」

### イベント
- オリックス・バファローズ VS 東北楽天ゴールデンイーグルス（2010年3月20日、京セラドーム大阪） 開幕セレモニー 国歌独唱
- 仙堂花歩20周年記念写真集「my life」発売記念トークショー&サイン会(2019年1月27日、よしもとエンタメショップ 難波店、店内イベントスペース）ゲスト酒井藍
- 仙堂花歩誕生祭＆mylife20周年公演アフタートーク（2019年2月3日、MC 宇都宮まき 　ゲスト 尼神インター

## 新聞
- 2006年7月23日・産経新聞「すみれの園から笑いの国へ」
- 2008年4月7日・アサヒ・コム「元タカラジェンヌ『今なら頭から泥に』吉本の道まい進」

## CD
- 花組 エンカレッジコンサート（2001年4月10日）「イントロダクション」、「ロミオとジュリエット」ソロ曲。
- 「永遠の祈り」：「収穫の歌」（ダウンロード配信開始日 2006年9月21日価格：150円）
- 「長崎しぐれ坂」：「恋の丸山」（ダウンロード配信開始日 2007年5月17日価格：150円）
- 「長崎しぐれ坂」：「精霊流し」（ダウンロード配信開始日 2007年5月17日価格：150円）
- 吉本新喜劇オールスターズ 「エビバディ! 笑おうサンバ!!」（2009年5月13日価格：1050年）
- 「my life」（2018年10月31日、よしもとミュージックエンタテインメント）1700円
  - 「素直なままで」「アメイジング・グレイス」「A whole new world / アラジン duet with 北翔海莉」「陵の丘に咲く花(堺少女歌劇団楽曲、仁徳天皇陵世界遺産PRソング)」

## 本
- 仙堂花歩芸能生活20周年記念　フォトブック『my life』（2018年12月）2000円